# Сотиропулос, Копи
Ко́пи Сотиро́пулос (англ. Kopi Sotiropulos, имя при рождении Проко́пиос Сотиро́пулос (греч. Προκόπιος Σωτηρόπουλος, англ. Prokopios Sotiropulos); род. 12 сентября 1948, Пелопоннес, Греция) — американский характерный актёр и телеведущий греческого происхождения. Ведёт прогноз погоды, а также является соведущим (с Ким Стивенс) новостной программы/ток-шоу «Great Day» на принадлежащем «Fox» телеканале KMPH-TV (Фресно, Калифорния). Визитная карточка Сотиропулоса — фраза «Начни свой день с улыбки!» (англ. Start Your Day With A Smile!).

## Биография
Родился 12 сентября 1948 года на Пелопоннесе (Греция). Когда Прокопиос был ещё ребёнком, семья иммигрировала в США, где поселилась в городе Фресно (Калифорния). Вскоре по прибытии у него родился брат Пит, который является владельцем ресторана «Bravo Pizza» в Сан-Франциско, открытого им в 1963 году.
Окончил среднюю школу во Фресно, после чего начинал учиться в местном колледже, а затем, будучи студентом второго курса, перевёлся в университет, где получил учёную степень в области телерадиовещания.
В октябре 1971 года начал свою профессиональную карьеру, работая рекламным копирайтером на телеканале KMPH-TV, который тогда базировался в Висейлии.
В 1977 году вместе со своей супругой Элейн переехал в Голливуд (Лос-Анджелес), где начал сниматься в кино, исполнив гостевые роли в таких телесериалах как «Мыло», «Трое — это компания», «Рыцарь дорог», «Идеальные незнакомцы», «Полицейский с Беверли-Хиллз 2» и др., а также небольшие роли в фильмах «Рядовой Бенджамин» (1980), «Почтальон всегда звонит дважды» (1981) и др.
В 1987 году вернулся на KMPH-TV в качестве ведущего новостной программы, а с 1992 года — прогноза погоды в прямом эфире.

## Личная жизнь
В браке с супругой Элейн имеет дочь Анастасию и сына Васили, которые родились в период, когда пара жила в Голливуде.

## Фильмография
| Год  |    | Русское название                    | Оригинальное название                     | Роль                                  |
| ---- | -- | ----------------------------------- | ----------------------------------------- | ------------------------------------- |
| 1977 | с  | Человек на шесть миллионов долларов | The Six Million Dollar Man                | моряк (1 серия 5 сезона)              |
| 1978 | тф | Некуда бежать                       | Nowhere to Run                            | официант по обслуживанию номеров      |
| 1978 | с  | Братья Харди и Нэнси Дрю            | The Hardy Boys/Nancy Drew Mysteries       | Миклош                                |
| 1978 | с  | Невероятный Халк                    | The Incredible Hulk                       | Гудини                                |
| 1980 | ф  | Американский жиголо                 | American Gigolo                           | репортёр                              |
| 1980 | ф  | Рядовой Бенджамин                   | Private Benjamin                          | проезжий на лимузине                  |
| 1980 | ф  | С девяти до пяти                    | 9 to 5                                    | водитель такси (в титрах не значится) |
| 1981 | ф  | Почтальон всегда звонит дважды      | The Postman Always Rings Twice            | грек-плакальщик                       |
| 1981 | с  | Мыло                                | Soap                                      | сенатор Нью-Йорка (15 серия 4 сезона) |
| 1982 | ф  | Старьёвщик                          | The Junkman                               | Фрэнк Спирос                          |
| 1982 | с  | Трое — это компания                 | Three’s Company                           | дядя Ларри (6 серия 7 сезона)         |
| 1982 | с  |                                     | The Devlin Connection                     | (8 серия)                             |
| 1982 | с  | Обнажённый аромат                   | Bare Essence                              | грек-полицейский (7 серия)            |
| 1983 | с  | О, Маделин                          | Oh Madeline                               | (5 серия)                             |
| 1983 | с  | Рыцарь дорог                        | Knight Rider                              | садовник (7 серия 2 сезона)           |
| 1984 | с  | Детектив Майк Хаммер                | Mike Hammer                               | Аристотель (7 серия 1 сезона)         |
| 1985 | с  | Каскадёры                           | The Fall Guy                              | (23 серия 4 сезона)                   |
| 1985 | с  | Путь на небеса                      | Highway to Heaven                         | мистер Агаджанян (3 серия 2 сезона)   |
| 1986 | с  | Идеальные незнакомцы                | Perfect Strangers                         | полицейский (9 серия 2 сезона)        |
| 1987 | с  | Полицейский из Беверли-Хиллз 2      | Beverly Hills Cop II                      | бармен                                |
| 2005 | ф  |                                     | Finish Line: A Cruise Down Memory Lane    | продавец                              |
| 2006 | ф  | Выжившая                            | The Survivor                              |                                       |
| 2012 | ф  |                                     | Firefall: An Epic Family Adventure        | продюсер                              |
| 2012 | тф |                                     | VIP Access: Disney’s California Adventure |                                       |